# أنبوب الأشعة السينية

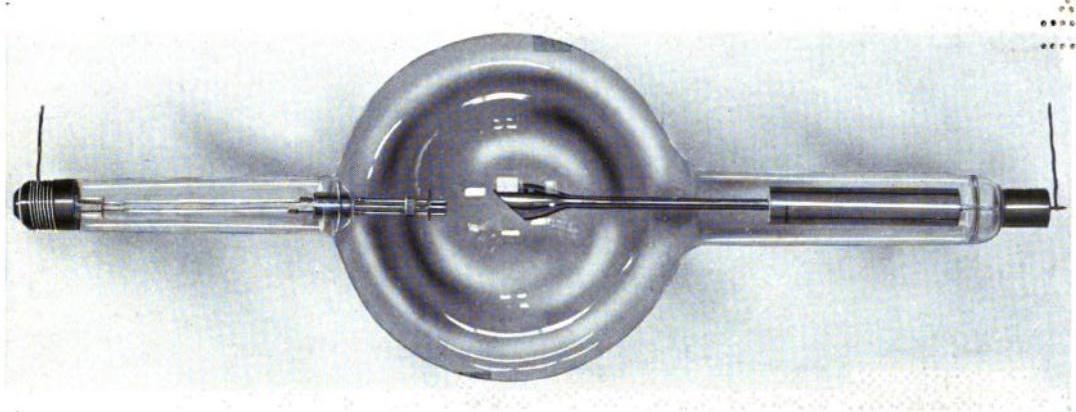
أنبوب أشعّة سينيّة يعود إلى سنة 1917. يظهر المهبط القابل للتسخين على الجانب الأيسر والمصعد على الجانب الأيمن.

أنبوب الأشعة السينية عبارة عن نوع خاص من الأنابيب أو الصمّامات المفرّغّة التي تحول الطاقة الكهربائية الداخلة إلى أشعّة سينيّة. تطوّرت أنابيب الأشعّة السينيّة من أنبوب كروكس التجريبي، والذي جرى فيه اكتشاف الأشعّة السينيّة أواخر القرن التاسع عشر بواسطة فيلهلم كونراد رونتغن.
أدّى تطوّر إنتاج أنابيب الأشعّة السينيّة إلى جعل مصادر هذه الأشعّة متوفّرة من أجل الاستخدام في التصوير الشعاعي والتصوير المقطعي المحوسب بالإضافة إلى التطبيقات العمليّة كالكشف عن الأمتعة بالأشعّة في المطارات، والتطبيقات العلميّة كالاستخدام في دراسة البلورات بالأشعة السينية.
أدى الطلب المتزايد على أنظمة التصوير المقطعي المحوسب عالية الأداء وتصوير الأوعية إلى تطوير أنابيب الأشعة السينية الطبية عالية الأداء.

## تاريخه
تطورت أنابيب الأشعة السينية من أنابيب كروكس التجريبية التي تم اكتشاف الأشعة السينية بها لأول مرة في 8 نوفمبر عام 1895 بواسطة الفيزيائي الألماني فيلهلم كونراد رونتجن. تم استخدام الجيل الأول من أنابيب الكاثود البارد أو أنابيب الأشعة السينية كروكس حتى عشرينيات القرن الماضي. تم تحسين أنبوب كروكس بواسطة ويليام كوليدج في عام 1913. أنبوب كوليدج، المعروف أيضًا باسم أنبوب الكاثود الساخن، هو الأكثر استخدامًا. إنه يعمل مع فراغ عالي الجودة (حوالي 10−4 باسكال، أو 10−6 تور).
حتى أواخر الثمانينيات، كانت مولدات الأشعة السينية مجرد مصدر طاقة متغيرعالي الجهد، من التيار المتردد إلى التيار المستمر. في أواخر الثمانينيات، ظهرت طريقة مختلفة للتحكم، تسمى التبديل عالي السرعة. جاء ذلك بعد التكنولوجيا الإلكترونية لتبديل مصادر الطاقة (ويعرف أيضًا باسم مصدر طاقة وضع التبديل)، وسمح بمزيد من التحكم الدقيق في وحدة الأشعة السينية، والنتائج من جودة أعلى، وتقليل التعرض للأشعة السينية.

## مبدأ العمل
بإجراء عمليّة تسخين للمهبط تحدث عمليّة إصدار للإكترونات نتيجة مرور تيار كهربائي ذو جهد مرتفع (بين 25 و600 كيلوفولت). تسرّع هذه الإلكترونات نحو جهة المصعد، حيث تصطدم مع المادّة المكوّنة للمصعد، وتنتج جرّاء ذلك الأشعّة السينيّة.
حيث أن الكاثود، الذي يبعث الإلكترونات في الفراغ والأنود الذي يجميع الإلكترونات، ينشئان تدفق من تيار الكهربائي، معروف باسم الحزمة. يوصل إلى مصدر طاقة عالي الجهد، على سبيل المثال 30 إلى 150 كيلوفولت (kV)، يسمى جهد الأنبوب، عبر الكاثود والأنود لتسريع الإلكترونات. يعتمد طيف الأشعة السينية على مادة الأنود والجهد المتسارع.
تصطدم الإلكترونات من الكاثود بمادة الأنود، وعادة ما تكون التنجستن أو الموليبدينوم أو النحاس، تسرع من الإلكترونات والأيونات والنوى الأخرى داخل مادة الأنود. يتم إصدار / إشعاع حوالي 1٪ من الطاقة المتولدة، وعادة ما تكون عموديًا على مسار حزمة الإلكترون، مثل الأشعة السينية. يتم إطلاق بقية الطاقة على شكل حرارة. بمرور الوقت، سيتم ترسيب التنجستن من الهدف على السطح الداخلي للأنبوب، بما في ذلك السطح الزجاجي. سيؤدي ذلك إلى تغميق الأنبوب ببطء ويعتقد أنه يقلل من جودة شعاع الأشعة السينية. يتكثف التنغستن المتبخر داخل الغلاف فوق «النافذة» وبالتالي يعمل كمرشح إضافي ويقلل من قدرة الأنابيب على إشعاع الحرارة. في النهاية، قد تصبح رواسب التنجستن موصلة بدرجة كافية بحيث يحدث الانحناء عند الفولتية العالية الكافية. سوف يقفز القوس من الكاثود إلى رواسب التنجستن، ثم إلى القطب الموجب. يتسبب هذا الانحناء في حدوث تأثير يسمى «التجنيد» على الزجاج الداخلي لنافذة الأشعة السينية. مع مرور الوقت، يصبح الأنبوب غير مستقر حتى عند الفولتية المنخفضة، ويجب استبداله. في هذه المرحلة، يتم إزالة مجموعة الأنبوب (وتسمى أيضًا «رأس الأنبوب») من نظام الأشعة السينية، واستبدالها بمجموعة أنابيب جديدة. يتم شحن مجموعة الأنبوب القديم إلى شركة تعيد تحميله بأنبوب أشعة سينية جديد.
يُطلق على تأثير توليد الفوتون بالأشعة السينية عمومًا اسم تأثير«تباطؤ الإشعاع»، وهو تفكيك لمعنى bremsen الألماني للفرامل، و Strahlung يعني الإشعاع.
يمكن ضبط نطاق الطاقات الضوئية المنبعثة من النظام عن طريق تغيير الجهد المطبق وتركيب مرشحات ألومنيوم مختلفة السماكة. يتم تركيب مرشحات الألمنيوم في مسار شعاع الأشعة السينية لإزالة الإشعاع «اللين» (غير المخترق). يعدل عدد فوتونات الأشعة السينية المنبعثة، أو الجرعة، من خلال التحكم في التدفق الحالي ووقت التعرض.

### إطلاق الحرارة
تنتج الحرارة في النقطة المحورية للأنود. نظرًا لأن جزءًا صغيرًا (أقل من أو يساوي 1٪) من طاقة الإلكترون يتم تحويله إلى أشعة سينية، فيمكن تجاهله في حسابات الحرارة. يتم الحصول على كمية الحرارة المنتجة (بالجول) في النقطة المحورية من خلال العلاقات الأتية:
{\displaystyle E_{\mathrm {heat} }=w\mathrm {V_{p}} \mathrm {I} \mathrm {t} }
{\displaystyle w} being the جذر متوسط مربع
{\displaystyle \mathrm {V_{p}} }= peak AC voltage (in Volts)
{\displaystyle \mathrm {I} } = tube current (in mili Amperes)
{\displaystyle \mathrm {t} } = exposure time (in seconds)
استخدمت وحدة الحرارة (HU) في الماضي كبديل لـ Joule. إنها وحدة ملائمة عندما يتم توصيل مصدر طاقة أحادي الطور بأنبوب الأشعة السينية. مع تصحيح كامل للموجة لموجة جيبية، فإن وحدة الحرارة:
. With a full-wave rectification of a موجة جيبية، {\displaystyle w}={\displaystyle {\frac {1}{\sqrt {2}}}\approx 0.707}, thus the heat unit:
1 HU = 0.707 J
1.4 HU = 1 J

## أنواعه

### أنبوب كروكس (أنبوب الكاثود البارد)
تعمل أنابيب كروكس الإلكترونات اللازمة لتكوين الأشعة السينية عن طريق تأين الهواء المتبقي في الأنبوب، بدلاً من الشعيرات الساخنة، لذلك تخلو جزئيًا ولكن لم يتم تفريغها بالكامل. وهي تتألف من لمبة زجاجية

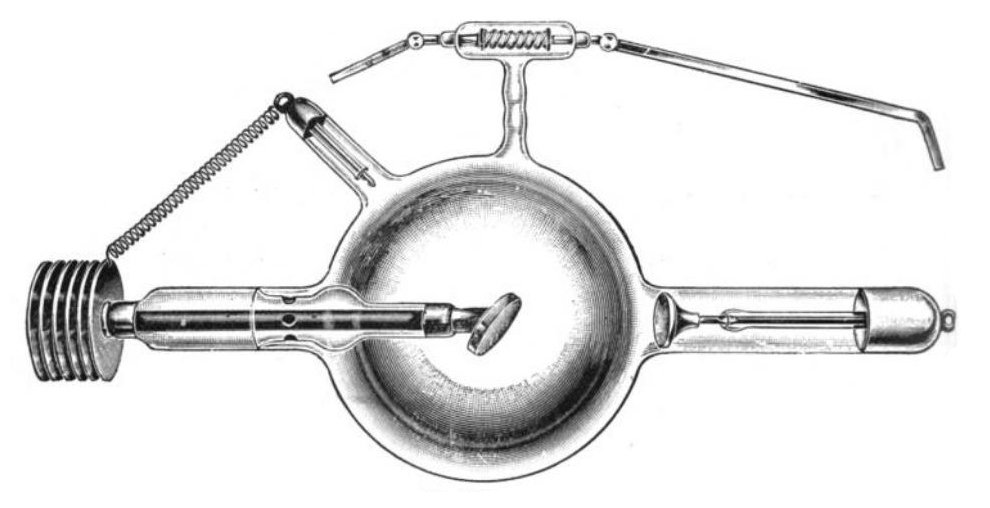
أنبوب كروكس للأشعة السينية من أوائل القرن العشرين. يوجد القطب السالب على اليمين والأنود في الوسط مع مفرغة الحرارة المرفقة في اليسار. القطب عند موضع الساعة 10 هو القطب المعاكس. الجهاز الموجود في الأعلى عبارة عن "مطهر" يستخدم لتنظيم ضغط الغاز.

بضغط جوي يبلغ حوالي 10-6 إلى 5 × 10−8 (0.1 إلى 0.005 باسكال). تحوي لوحة كاثود من الألومنيوم في أحد طرفي الأنبوب، وهدف أنود بلاتيني في الطرف الآخر. سطح الأنود مائلًا بزاوية بحيث تشع الأشعة السينية عبر جانب الأنبوب. الكاثود مقعر بحيث ركزت الإلكترونات على بقعة صغيرة (~ 1 مم) على الأنود، تقترب من مصدر نقطة للأشعة السينية، مما أدى إلى إنتاج صور أكثر وضوحًا. يحتوي الأنبوب على قطب كهربائي ثالث، وهو مضاد للكاثود متصل بالقطب الموجب. لقد حسنت إخراج الأشعة السينية، لكن الطريقة التي حققت بها ذلك غير مفهومة. استخدم الترتيب الأكثر شيوعًا صفيحة نحاسية مضادة للكاثود (تشبه في بناء الكاثود) بما يتماشى مع الأنود بحيث يكون الأنود بين الكاثود والكاثود المضاد.
للتشغيل، تم تطبيق جهد تيار مستمر من بضعة كيلوفولت إلى ما يصل إلى 100 كيلو فولت بين الأنودات والكاثود، والتي يتم إنشاؤها عادةً بواسطة ملف تعريفي، أو للأنابيب الأكبر، آلة كهروستاتيكية.
كانت أنابيب كروكس غير موثوقة. بمرور الوقت، تمتص جدران الأنبوب الهواء المتبقي، مما يقلل الضغط. أدى هذا إلى زيادة الجهد عبر الأنبوب، مما أدى إلى توليد أشعة سينية «أصعب»، حتى توقف الأنبوب عن العمل في النهاية. لمنع ذلك، تم استخدام أجهزة «المنقي» (انظر الصورة). يحتوي أنبوب صغير متصل بجانب الأنبوب الرئيسي على غلاف ميكا أو مادة كيميائية تطلق كمية صغيرة من الغاز عند تسخينها، وتستعيد الضغط الصحيح.
يتحول لون الغلاف الزجاجي للأنبوب إلى اللون الأسود أثناء الاستخدام بسبب تأثير الأشعة السينية على هيكله.

### أنبوب كوليدج (أنبوب الكاثود الساخن)
- C: خيوط \ كاثود (-)
- A: الأنود (+)
- Win and Wout: مدخل ومخرج الماء لجهاز التبريد

أنبوب النافذة الجانبية لأنبوب كوليدج (مخطط)

في أنبوب كوليدج، تنتج الإلكترونات عن طريق التأثير الحراري من خيوط تنجستن يتم تسخينها بواسطة تيار كهربائي. الفتيل هو من قطب الكاثود. يكون جهد الجهد العالي بين الكاثود والأنود، وبالتالي تتسارع
الإلكترونات، ثم تصطدم بالقطب الموجب.
يوجد تصميمان: أنابيب النافذة الطرفية وأنابيب النوافذ الجانبية. عادةً ما يكون لأنابيب النافذة الطرفية «هدف إرسال» وهو رفيع بما يكفي للسماح للأشعة السينية بالمرور عبر الهدف (تنبعث الأشعة السينية في نفس اتجاه حركة الإلكترونات.) في أحد الأنواع الشائعة من أنبوب النافذة النهائية، يكون الفتيل حول الأنود («حلقي» أو على شكل حلقة)، والإلكترونات لها مسار منحني (نصف حلقي).
ما يميز أنابيب النوافذ الجانبية هو استخدام عدسة إلكتروستاتيكية لتركيز الحزمة على بقعة صغيرة جدًا على الأنود. تم تصميم الأنود خصيصًا لتبديد الحرارة والتآكل الناتج عن هذا الوابل المركّز المكثف من الإلكترونات. يميل الأنود بزاوية دقيقة من 1 إلى 20 درجة بعيدًا عن العمودي على تيار الإلكترون للسماح بهروب بعض فوتونات الأشعة السينية التي تنبعث بشكل عمودي على اتجاه تيار الإلكترون. يصنع الأنود عادة من التنجستن أو الموليبدينوم. يحتوي الأنبوب على نافذة مصممة للهروب من فوتونات الأشعة السينية المتولدة.
تتراوح طاقة أنبوب Coolidge عادةً من 0.1 إلى 18 كيلو واط.

### أنبوب الأنود الدوار
- A: الأنود
- C: الكاثود
- T: هدف الأنود
- W: نافذة الأشعة السينية

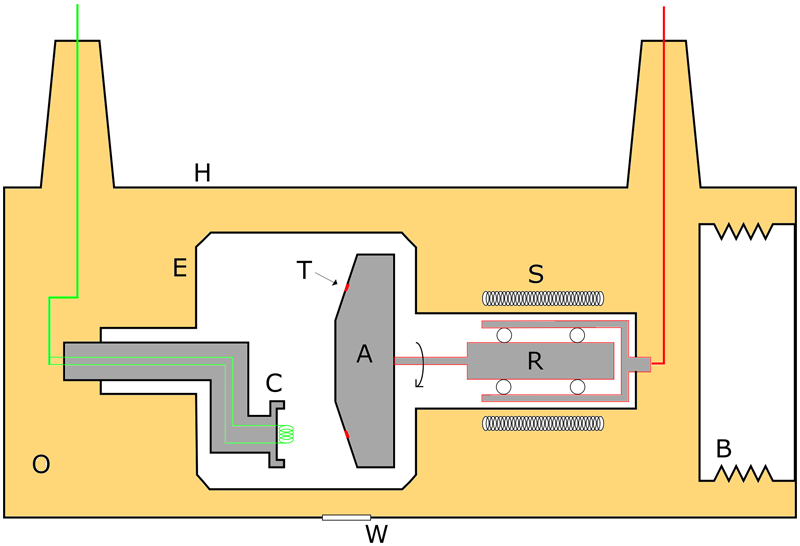
مخطط مبسط لأنبوب الأنود الدوار

يتم توليد قدر كبير من الحرارة في المنطقة البؤرية (المنطقة التي تضرب فيها شعاع الإلكترونات القادمة من الكاثود) للأنود الثابت. بدلاً من ذلك، يتيح القطب الموجب الدوار لشعاع الإلكترون اكتساح مساحة أكبر من القطب الموجب، وبالتالي استرداد ميزة كثافة أعلى للإشعاع المنبعث، إلى جانب تقليل الضرر الذي يلحق بالقطب الموجب مقارنةً بحالته الثابتة.
يمكن أن تصل درجة حرارة البقعة البؤرية إلى 2500 درجة مئوية (4530 درجة فهرنهايت) أثناء التعرض، ويمكن أن تصل مجموعة القطب الموجب إلى 1000 درجة مئوية (1,830 درجة فهرنهايت) بعد سلسلة من التعرضات الكبيرة. الأنودات النموذجية هي هدف كل من التنجستن والرينيوم على قلب الموليبدينوم، مدعوم بالجرافيت. يجعل الرينيوم التنجستن أكثر مرونة ومقاومة للتآكل من تأثير حزم الإلكترون. الموليبدينوم يوصل الحرارة من الهدف. يوفر الجرافيت تخزينًا حراريًا للأنود، ويقلل من الكتلة الدوارة للأنود.

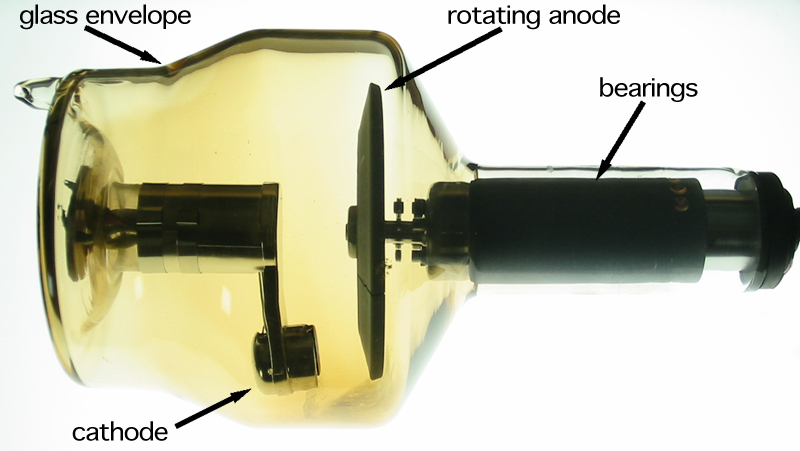
أنبوب أشعة سينية (دوار الأنود) النموذجي

### أنبوب الاشعة السينية (التركيز الدقيق)
تحتاج بعض فحوصات الأشعة السينية (على سبيل المثال، الاختبار غير المدمر والتصوير المجهري ثلاثي الأبعاد) إلى صور عالية الدقة للغاية، وبالتالي تتطلب أنابيب الأشعة السينية التي يمكن أن تولد أحجامًا بؤرية صغيرة جدًا، وعادة ما يكون قطرها أقل من 50 ميكرومتر. تسمى هذه الأنابيب أنابيب الأشعة السينية ذات التركيز الدقيق.
هناك نوعان أساسيان من أنابيب الأشعة السينية ذات التركيز الدقيق: أنابيب الأنود الصلب وأنابيب الأنود النفاث المعدني.
إن أنابيب الأشعة السينية ذات التركيز الدقيق المصمت من الأنود تشبه إلى حد بعيد أنبوب كوليدج، ولكن مع التمييز المهم، فقد تم الحرص على أن تكون قادرة على تركيز شعاع الإلكترون في بقعة صغيرة جدًا على الأنود. تعمل العديد من مصادر الأشعة السينية ذات الضبط البؤري الدقيق مع نقاط تركيز في النطاق من 5 إلى 20 ميكرومتر، ولكن في الحالات القصوى، قد يتم إنتاج بقع أصغر من 1 ميكرومتر.
العيب الرئيسي لأنابيب الأشعة السينية ذات التركيز الدقيق المصمت هو الطاقة المنخفضة جدًا التي تعمل بها. من أجل تجنب ذوبان الأنود، يجب أن تكون كثافة قدرة الحزمة الإلكترونية أقل من القيمة القصوى. هذه القيمة في مكان ما في النطاق 0.4-0.8 واط / ميكرومتر اعتمادًا على مادة الأنود. هذا يعني أن مصدر التركيز الدقيق المصغر للأنود الصلب مع تركيز شعاع إلكتروني 10 ميكرومتر يمكن أن يعمل بقوة في النطاق 4-8 واط.
في أنابيب الأشعة السينية ذات التركيز الدقيق المصغّر بالأنود النفاث المعدني، يستبدل الأنود المعدني الصلب بنفث من المعدن السائل، والذي يعمل كهدف شعاع الإلكترون. تتمثل ميزة الأنود المعدني النفاث في زيادة الحد الأقصى لكثافة شعاع الإلكترون بشكل كبير. تم الإبلاغ عن القيم في النطاق 3-6 واط / ميكرومتر لمواد الأنود المختلفة (الغاليوم والقصدير). في حالة تركيز الحزمة الإلكترونية 10 ميكرومتر، قد يعمل مصدر الأشعة السينية ذات التركيز الدقيق المصغر للأنود النفاث المعدني عند 30-60 واط.
تتمثل الفائدة الرئيسية لزيادة مستوى كثافة الطاقة لأنبوب الأشعة السينية المعدنية النفاثة في إمكانية العمل مع نقطة بؤرية أصغر، على سبيل المثال 5 ميكرومتر، لزيادة دقة الصورة وفي نفس الوقت الحصول على الصورة بشكل أسرع، منذ أعلى (15-30 واط) من أنابيب الأنود الصلب ذات النقاط البؤرية 10 ميكرومتر.

## مخاطر إنتاج الأشعة السينية من الأنابيب المفرغة
يمكن لأي أنبوب مفرغ يعمل بعدة آلاف من الفولتات أو أكثر إنتاج أشعة سينية كمنتج ثانوي غير مرغوب فيه، مما يثير مشكلات تتعلق بالسلامة. كلما زاد الجهد، زاد اختراق الإشعاع الناتج وزاد الخطر.

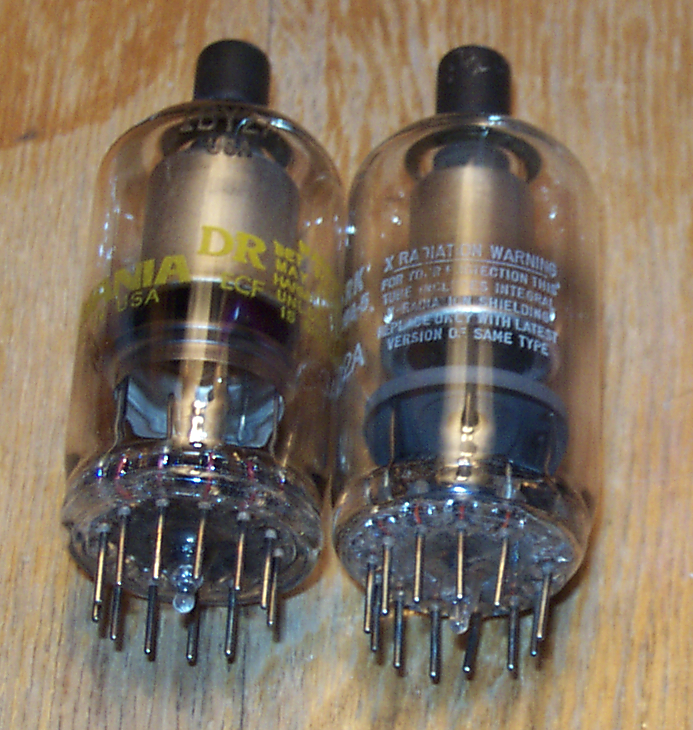
أنبوبان معدلان للجهد العالي قادران على إنتاج أشعة سينية.

تعمل شاشات CRT، التي كانت شائعة في أجهزة التلفزيون الملونة وشاشات الكمبيوتر، عند 3-40 كيلو فولت حسب الحجم،  مما يجعلها مصدر القلق الرئيسي بين الأجهزة المنزلية. تاريخيًا، تركز الاهتمام بشكل أقل على أنبوب أشعة الكاثود، نظرًا لأن غلافه الزجاجي السميك مشبع بعدة أرطال من الرصاص للحماية، مقارنةً بمعدلات الجهد العالي (HV) وأنابيب منظم الجهد داخل أجهزة التلفزيون السابقة. في أواخر الستينيات من القرن الماضي، تبين أن حدوث عطل في دائرة الإمداد بالجهد العالي لبعض أجهزة تلفزيون جنرال إلكتريك قد يترك جهدًا زائدًا على أنبوب المنظم، مما يؤدي إلى إصدار أشعة سينية. تم استدعاء النماذج وتسببت الفضيحة التي تلت ذلك في مطالبة الوكالة الأمريكية المسؤولة عن تنظيم هذا الخطر، مركز الأجهزة والصحة الإشعاعية التابع لإدارة الغذاء والدواء (FDA)، بأن تشتمل جميع أجهزة التلفزيون على دوائر لمنع الفولتية المفرطة في حالة حدوث الفشل. قضي على الخطر المرتبط بالجهود المفرطة مع ظهور أجهزة التلفزيون ذات الحالة الصلبة بالكامل، والتي لا تحتوي على أنابيب أخرى غير CRT. منذ عام 1969، حدت إدارة الغذاء والدواء الأمريكية من انبعاث الأشعة السينية التلفزيونية إلى 0.5 ملي رنتجين في الساعة. مع التحول من CRTs إلى تقنيات الشاشة الأخرى بدءًا من التسعينيات، لا توجد أنابيب مفرغة قادرة على إصدار الأشعة السينية على الإطلاق.

## اقرأ أيضاً
- فولتية ذروية
- إشعاع سنكروتروني
- قسطرة تاجية